# Commaladera variegata
Commaladera variegata är en skalbaggsart som beskrevs av Moser 1915. Commaladera variegata ingår i släktet Commaladera och familjen Melolonthidae. Inga underarter finns listade i Catalogue of Life.